# 에어발틱의 운항 노선
에어발틱은 다음과 같은 노선을 운항하고 있다. (2012년 11월 기준)

## 운항 노선

### 아시아

#### 서남아시아
- 레바논
  - 베이루트 - 베이루트 라픽 국제공항
- 아랍에미리트
  - 두바이 - 두바이 국제공항
- 이스라엘
  - 텔아비브 - 벤구리온 국제공항

#### 중앙아시아
- 조지아
  - 트빌리시 - 트빌리시 국제공항
- 아르메니아
  - 예레반 - 즈바르토노즈 국제공항
- 아제르바이잔
  - 바쿠 - 헤이다르 알리예프 국제공항
- 우즈베키스탄
  - 타슈켄트 - 타슈켄트 국제공항
- 카자흐스탄
  - 알마티 - 알마티 국제공항

### 아프리카
- 이집트
  - 샤름엘셰이크 - 샤름엘셰이크 국제공항
  - 후르가다 - 후르가다 국제공항

### 유럽

#### 서유럽
- 영국
  - 런던 - 런던 개트윅 국제공항
- 프랑스
  - 파리 - 파리 샤를 드 골 국제공항
  - 니스 - 니스 코트다쥐르 공항
  - 보르도 - 보르도 메리냑 공항 - (2018년 6월 3일 신규취항)
- 독일
  - 베를린 - 베를린 테겔 국제공항
  - 프랑크푸르트 - 프랑크푸르트 국제공항
  - 뒤셀도르프 - 뒤셀도르프 국제공항
  - 뮌헨 - 뮌헨 국제공항
  - 함부르크 - 함부르크 공항
- 네덜란드
  - 암스테르담 - 암스테르담 스키폴 국제공항
- 벨기에
  - 브뤼셀 - 브뤼셀 국제공항

#### 중유럽
- 스위스
  - 취리히 - 취리히 국제공항
- 오스트리아
  - 빈 - 빈 국제공항
  - 잘츠부르크 - 잘츠부르크 공항 계절편

#### 남유럽
- 그리스
  - 아테네 - 아테네 국제공항
- 몰도바
  - 키시너우 - 키시너우 국제공항
- 세르비아
  - 베오그라드 - 베오그라드 니콜라 테슬라 국제공항
- 스페인
  - 바르셀로나 – 바르셀로나 엘프라트 국제공항
  - 말라가 - 말라가 공항 - (2018년 3월 28일 신규취항)
- 이탈리아
  - 로마 – 레오나르도 다 빈치 국제공항
  - 밀라노 - 밀라노 말펜사 국제공항
  - 베네치아 - 베네치아 마르코 폴로 공항
  - 베로나 - 베로나 빌라프란카 공항
- 튀르키예
  - 이스탄불 - 아타튀르크 국제공항
- 포르투갈
  - 리스본 - 리스본 포르텔라 국제공항 - (2018년 3월 3일 신규취항)

#### 동유럽
- 라트비아
  - 리가 - 리가 국제공항 허브
- 러시아
  - 모스크바 - 세례메티예보 국제공항
  - 상트페테르부르크 - 풀코보 국제공항
  - 소치 - 소치 국제공항 - (2018년 5월 14일 재취항)
  - 아르한겔스크 - 타라겔 공항
  - 칼리닌그라드 - 크라브로와 공항 - (2018년 4월 16일 재취항)
- 루마니아
  - 부쿠레슈티 - 헨리 코안더 국제공항
- 리투아니아
  - 빌뉴스 - 빌뉴스 국제공항
  - 팔랑 - 팔랑 국제공항
- 벨라루스
  - 민스크 - 민스크 국제공항
- 에스토니아
  - 탈린 - 탈린 공항
- 우크라이나
  - 키예프 - 보리스필 국제공항
  - 오데사 - 오데사 공항
  - 심페로폴 - 심페로폴 국제공항
- 크로아티아
  - 스플리트 - 스플리트 공항 - (2018년 5월 21일 신규취항)
- 폴란드
  - 바르샤바 - 바르샤바 쇼팽 국제공항
  - 그단스크 - 그단스크 레흐 바웬사 공항 - (2018년 3월 27일 재취항)
- 헝가리
  - 부다페스트 - 부다페스트 페리 헤지 국제공항

#### 북유럽
- 노르웨이
  - 오슬로 - 오슬로 가르데르모엔 국제공항
  - 베르겐 - 베르겐 공항
  - 스타방에르 - 스타방에르 공항
  - 올레순 - 올레순 공항
- 덴마크
  - 코펜하겐 - 코펜하겐 카스트럽 국제공항
  - 빌룬 - 빌룬 공항
- 스웨덴
  - 스톡홀름 - 스톡홀름 알란다 국제공항
  - 예테보리 - 예테보리 란테보리 공항
- 아이슬란드
  - 레이캬비크 - 케플라비크 국제공항 계절편
- 핀란드
  - 헬싱키 - 헬싱키 반타 국제공항
  - 키틸라 - 키틸라 공항
  - 투르쿠 - 투르쿠 공항

## 단항 노선

### 아시아

#### 서남아시아
- 레바논
  - 베이루트 - 베이루트 국제공항
- 요르단
  - 암만 - 퀸 알리아 국제공항

#### 중앙아시아
- 아르메니아
  - 예레반 - 츠바르트노츠 국제공항
- 카자흐스탄
  - 알마티 - 알마티 국제공항
- 타지키스탄
  - 두샨베 - 두샨베 공항

### 유럽

#### 서유럽
- 영국
  - 런던 - 런던 히드로 국제공항
  - 맨체스터 - 맨체스터 공항
  - 애버딘 - 애버딘 공항
- 독일
  - 슈투트가르트 - 슈투트가르트 공항
  - 쾰른/본 - 쾰른 본 공항
  - 하노버 - 하노버 공항
- 아일랜드
  - 더블린 - 더블린 국제공항

#### 중유럽
- 스위스
  - 제네바 – 제네바 국제공항

#### 남유럽
- 그리스
  - 이라킬리오 - 이라킬리오 국제공항
- 스페인
  - 마드리드 – 마드리드 바라하스 국제공항
  - 마요르카 - 마요르카 공항
  - 말라가 - 말라가 공항
  - 테네리페 - 테네리페 수르 공항
  - 헤로나 - 헤로나 코스타 브라바 공항
- 이탈리아
  - 밀라노 – 밀라노 리나테 공항
- 튀르키예
  - 이스탄불 - 사비하 괵첸 국제공항
  - 달라만 - 달라만 공항
  - 보드룸 - 밀라스 보도룸 공항

#### 동유럽
- 라트비아
  - 리에파야 - 리에파야 국제공항
  - 벤츠필스 - 벤츠필스 국제공항
- 러시아
  - 소치 - 소치 국제공항
  - 예카틴부르크 - 콜초보 국제공항
  - 칼리닌그라드 - 크라브로보 공항
  - 프스코프 - 프스코프 공항
- 리투아니아
  - 카우나스 - 카우나스 국제공항
- 벨라루스
  - 호멜 - 호멜 공항
- 에스토니아
  - 타르투 - 타르투 공항
- 우크라이나
  - 드니프로 - 드니프로 국제공항
- 폴란드
  - 그단스크 - 그단스크 공항
- 헝가리
  - 헤비즈 - 헤비즈 벌러톤 공항

#### 북유럽
- 노르웨이
  - 트롬쇠 - 트롬쇠 공항
- 스웨덴
  - 린셰핑 - 린셰핑 시티 공항
  - 룰레오 - 룰레오 공항
  - 우메오 - 우메오 공항
- 핀란드
  - 라펜란타 - 라펜란타 공항
  - 로바니에미 - 로바니에미 공항
  - 바사 - 바사 공항
  - 오울루 - 오울루 공항
  - 쿠사모 - 쿠사모 공항
  - 쿠오피오 - 쿠오피오 공항
  - 탐페레 - 탐페레 프리키아라 공항